# Vražkov
Vražkov (deutsch Wraschkow) ist eine Gemeinde in Tschechien. Sie liegt sechs Kilometer südlich von Roudnice nad Labem und gehört zum Okres Litoměřice.

## Geographie
Das Dorf befindet sich am südwestlichen Fuße des Říp und wird vom Vražkovský potok durchflossen. Am westlichen Ortsrand von Vražkov führt die Trasse der Autobahn D8/Europastraße 55 vorbei, die nächste Abfahrt 29 „Roudnice“ liegt im Norden. Durch den Ort verläuft die Eisenbahnstrecke von Roudnice nad Labem nach Louny, an der sich in Vražkov ein Bahnhalt befindet.
Nachbarorte sind Vesce, Rovné und Krabčice im Nordosten, Ctiněves im Osten, Mnetěš im Südosten, Straškov-Vodochody im Südwesten, Račiněves im Westen sowie Kleneč im Nordwesten.

## Geschichte

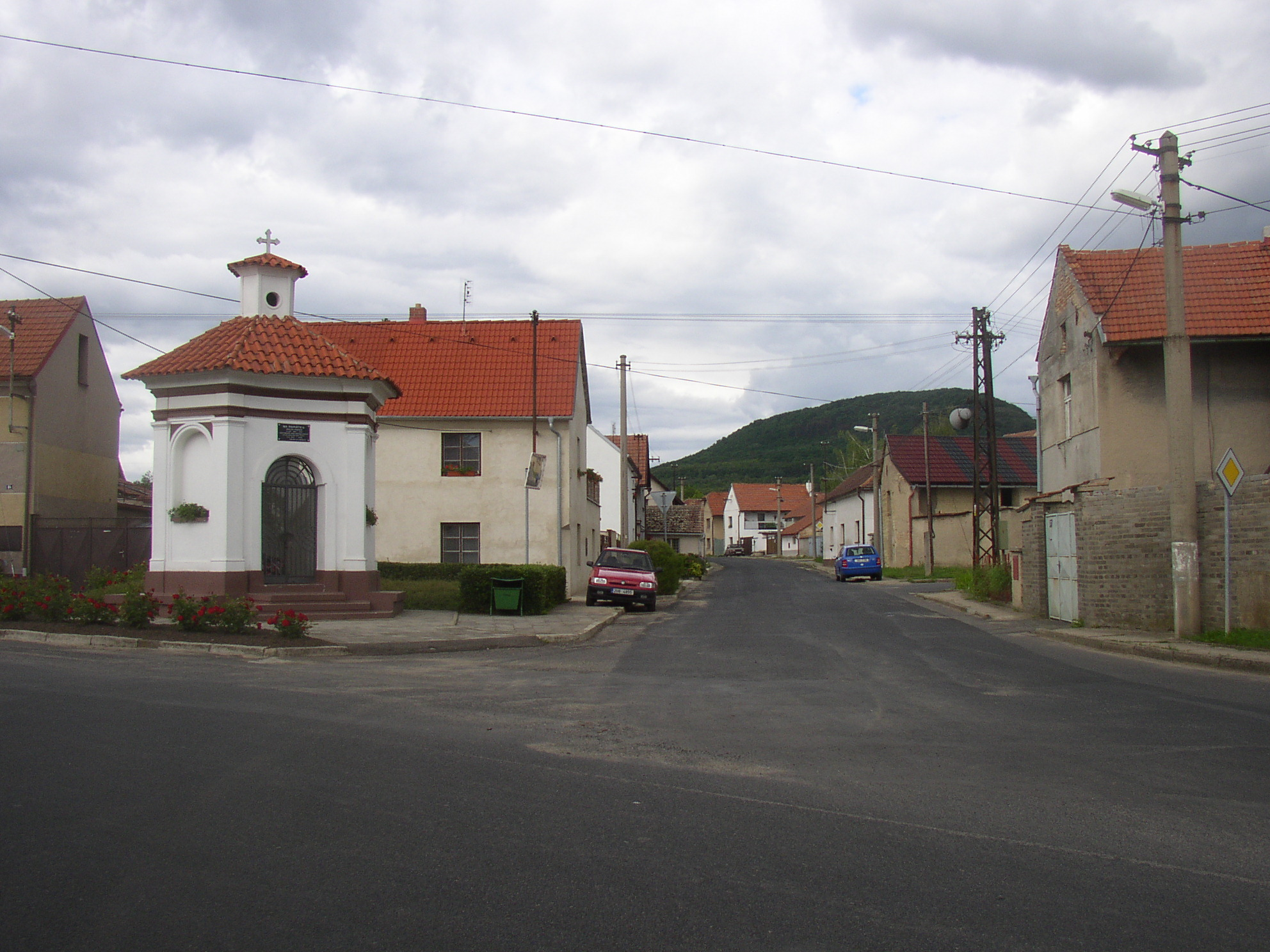
Kapelle in Vražkov, rechts Straße nach Krabčice, Říp im Hintergrund

Vražkov entstand wahrscheinlich in der Mitte des 11. Jahrhunderts. Erstmals erwähnt wurde der Ort in einer von Gustav Friedrich 1907 im Band 1 des Codex diplomaticus et epistolaris regni Bohemiae ausgewerteten Sammlung von alten und von Soběslav II. bestätigten Urkunden aus dem Archiv des Vyšehrader Kapitel, die Friedrich als Besitzurkunden der Vršovci aus der Zeit Bořivojs II. zwischen 1100 und 1107 datieren konnte. Nach der Ausrottung der Vršovci durch Svatopluk II. eignete sich dieser 1108 auch den Besitz von Nemoj Vršovec an und Vrascov gelangte an die Přemysliden. Es wird angenommen, dass sich der Name des Ortes von seinen Gründern, den Vršovci herleitet.
Stückweise wurde Vražkov Eigentum geistlicher Herren. 1174 besaß das Vyšehrader Kapitel den Hof einschließlich eines Weinberges und ab 1187 erhielt das Kloster Doksany den größten Teil des Dorfes.
Der nördliche Ortsteil unterhalb des Říp gehörte verschiedenen Edelleuten und seit 1440 ist dort eine Feste belegt. Im Dreißigjährigen Krieg zerstörten die Sachsen 1631 das Dorf. Dabei fiel auch die Feste wüst. Nachdem Bohuchval Valkoun von Adlar seinen Besitz an das Dominikanerkloster Maria Magdalena auf der Kleinseite verkauft hatte, erfolgte zwischen 1650 und 1652 die Wiederbesiedlung des Dorfes. 1672 kaufte Wenzel Eugen Lobkowicz auf Raudnitz den nördlichen Anteil zu seiner Herrschaft zu. Bis zur Aufhebung der Patrimonialherrschaften im Jahre 1848 blieb es bei zwei Herrschaften, Raudnitz im Norden und Doxan im Süden. 1850 lebten in Vražkov 408 Menschen, die sich von der Landwirtschaft ernährten. Bis 1930 steig die Einwohnerzahl auf 702.

## Ortsgliederung
Für die Gemeinde Vražkov sind keine Ortsteile ausgewiesen.

## Sehenswürdigkeiten
- barocke Kapelle am Dorfplatz, erbaut 1763
- Kruzifix von 1846 und Glockentürmchen von 1920 bei der Bushaltestelle an der Dorfstraße